# Esküvőfotózás

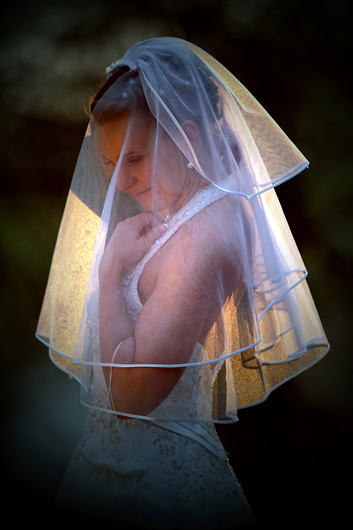

Az esküvőfotózás olyan fényképészeti műfaj, amelynek célja kreatív vagy beállított képek készítése, valamint az esküvő eseményeinek, fontosabb mozzanatainak megörökítése. A professzionális esküvőfotózás komoly előképzettséget igénylő, összetett tevékenység, mely a fényképezés több ágából is merítkezik. A beállított - vagy más néven kreatív - fotók készítésére a portréfotózás illetve a divatfotózás van hatással, míg az események riportszerű rögzítése a fotózsurnalizmussal illetve a dokumentarista típusú fotózással áll kapcsolatban.

## Az esküvőfotózás kezdete
A fotográfia, ezen belül az esküvői portréfotózás története a dagerrotípiák megjelenésével 1840-ben kezdődött. Ekkoriban készült el az első klasszikus esküvő portré is. Az esküvőfotózás fejlődésének Viktória királynő és Albert herceg 1854 -ben készült képe adott további lökést. A házasulandók egyre szívesebben fotóztatták magukat fényképészmesterrel mind esküvő előtt, mind után. A fotózás ebben az időben még igen nehézkes volt, a sokszorosítás pedig lehetetlen. A párok elmentek egy fényképészmesterhez, ahol a kamera elé állva a hosszú záridő miatt mozdulatlanul kellett állniuk, hogy a kép be ne mozduljon. Ezek a képek sokkal inkább voltak festményszerűek és a fotográfus csak ritkán fotózott külső helyszíneken. A fotózás technikai háttere fokozatosan fejlődött, az 1880 -as évek végén pedig megjelent a celluloid film, ami a fényképezést fokozatosan elérhetővé tette nem csak a szakemberek, hanem a szélesebb közönség számára is. Az esküvő fotózás azonban továbbra is megmaradt a műtermi portrék keretei között, egészen a második világháború végéig. 

## Az esküvői zsurnalizmus térhódítása
A második világháború után megindult házasulandó kedv miatt, illetve a rollfilm megjelenésével jó pár vállalkozó kedvű fényképész kapta hóna alá a felszerelését, és jelent meg az esküvő helyszínén, ahol fotókat készített a párról és a násznépről. Ezzel párhuzamosan a sajtófotózás is új lendületet kapott, aminek dokumentarista stílusa hatással volt az esküvő fotózásra is. Bár még mindig a műtermi portrék készítése volt az uralkodó nézet, az események dokumentálásának igénye az esküvő fotózás új megközelítéséhez vezetett. Az új műfaj alapjait Dennis Reggie fotográfus fektette le 1980-ban, és az ő nevéhez fűződik az esküvői fotózsurnalizmus kifejezés is. 
Denis Reggie az irányzatot így határozta meg: „a fotózsurnaliszta esküvőfotózás egy olyan műfaj, ami az események valós idejű rögzítése egy fotós által, figyelembe véve a esküvő napjának természetes menetét és eseményeit, azok befolyásolása, megrendezése vagy az események alanyainak irányítása nélkül.”

## Egy új szakma születése
Mivel az esküvő fotózás több mint 140 éven keresztül egyet jelentett a műtermi fotózással és a fényképeket műtermi keretek között dolgozó fényképész mester készítette el, így a fotózás mindvégig a beállított portrék elkészítésére korlátozódott. A 80 -as évektől kezdve az esküvők fotózsurnaliszta megközelítésének igénye azonban új kihívások elé állította a fotóst. A műtermi körülményeket elhagyva, az esküvő eseményeivel összhangban meg kellett tanulnia „terepen” dolgoznia amellett,  hogy megmaradt az igény a beállított fotókra is. Több fotós műfaj együttes hatására megszületett egy igen összetett új szakma, amit ma professzionális esküvő fotózásnak hívunk.

## Kreatív esküvői fotózás

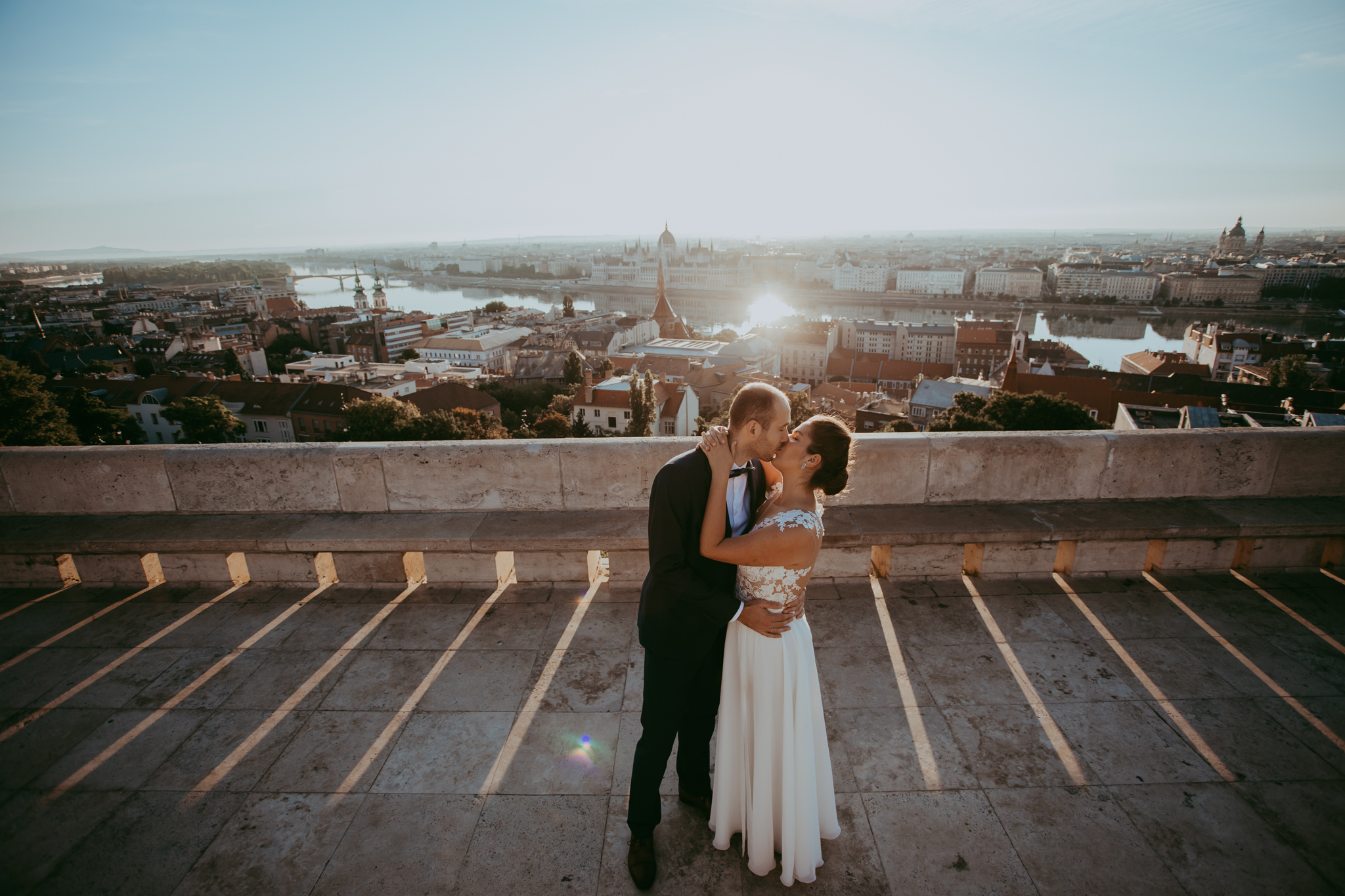

Kreatív esküvői fotózáson csak a menyasszonyt és vőlegényt fotózzák. A legtöbb kreatív fotó a szabadban: leginkább természetben vagy városban készül. Sok féle beállításban, kiemelve a helyszín szépségeit, különlegességeit készülnek el a képek. Átlagosan egy ilyen fotózás 1-2 órás szokott lenni. A kreatív fotózást, beállított képeket érdemes az esküvő utáni napokra tenni. Az esküvő napján pedig a vacsora előtt vagy vacsora után, esetleg közben készülnek a fotók a párról, hiszen ilyenkor a legjobbak a fények. Olyan helyszínt érdemes választani a fotózáshoz, ami tetszik a menyasszonynak és a vőlegénynek, esetleg valamilyen közös élmény, történet kapcsolódik hozzá. Magyarországon népszerű helyek különböző város részek, erdők, tavak, mezők vagy akár elhagyott helyszínek is.

## Az esküvőfotózás Magyarországon
A esküvőfotózás modern formájában a 2000-es években jelent meg Magyarországon. Erre az időszakra tehető a riport jellegű esküvői fényképek térhódítása, amikor a helyszínen készített fényképek egyre inkább kiszorították az addigi "hagyományos" műtermi esküvői fotókat. A riport jellegű vagy más néven dokumentarista műfaj egyik hazai meghonosítója Varga Csaba esküvői fotográfus, akinek nevéhez köthető a 2013-ban a Szegedi Tudományegyetem Juhász Gyula Pedagógusképző Kar Felnőttképzési Intézetével közösen alapított UGEF (Új Generációs Esküvői Fotográfus) képzés.

## Professzionális esküvőfotózás napjainkban
Napjainkra az esküvőfotózás az egyik legnagyobb és legsokrétűbb felkészültséget igénylő fotós szakmává nőtte ki magát. Egyszerre tartalmazza a divatfotózás, portréfotózás és fotózsurnalizmus stílusjegyeit, amellett, hogy számtalan trendet és irányzatot saját maga fektet le. Művelői olyan professzionális fotósok, akik főállásban, szinte teljes egészében az esküvőfotózás területén dolgoznak. Számtalan világszervezet (WPJA, ISPWP, WPPI),  éves konferenciák, rangos pályázatok és workshopok segítik munkájukat szerte a világon.

### Jegyesfotózás
Az esküvői fotózás előtt általában sor kerül jegyesfotózásra is. Ez a szokás az angolszász országokban terjedt el, napjainkban már Magyarországon is igen népszerű. A jegyesfotózás célja a fotósorozat elkészítése mellett az, hogy a különféle fotózási helyszíneket teszteljék az esküvői fotók elkészítését megelőzően (ebből következik, hogy a jegyesfotózás helyszínei általában megegyeznek az esküvői fotókéival). Általában 1-6 hónappal az esküvő előtt kerül rá sor, hogy még az esküvő előtt a pár minden szükséges kérdést tisztázhasson a fotóssal. Időtartama jellemzően 1-2 óra. A jegyesfotózáson kényelmes civil ruhában fotózkodnak a jegyesek, maga a fotózás is kötetlenebb hangulatban zajlik. A cél az, hogy a fényképek hangulata fesztelen legyen.